# ورکیی
ورکیی (به لاتین: Verkiai) یک منطقهٔ مسکونی در لیتوانی است که در ویلنیوس واقع شده‌است.

## خصوصیات
ورکیی ۵۶ کیلومترمربع مساحت و ۳۰٬۸۵۶ نفر جمعیت دارد.